# Новіни (Сілезьке воєводство)
Новіни (пол. Nowiny) — село в Польщі, у гміні Вренчиця-Велька Клобуцького повіту Сілезького воєводства.
Населення — 354 особи (2011).
У 1975-1998 роках село належало до Ченстоховського воєводства.

## Демографія
Демографічна структура станом на 31 березня 2011 року:
|          | Загалом | Допрацездатний вік | Працездатний вік | Постпрацездатний вік |
| -------- | ------- | ------------------ | ---------------- | -------------------- |
| Чоловіки | 166     | 34                 | 107              | 25                   |
| Жінки    | 188     | 32                 | 103              | 53                   |
| Разом    | 354     | 66                 | 210              | 78                   |